# Конътнуд Хайтс
Конътнуд Хайтс (на английски: Cottonwood Heights) е град в окръг Солт Лейк, щата Юта, САЩ. Конътнуд Хайтс е с население от 27 569 жители (2000) и обща площ от 17,6 km². Намира се на 1470 m надморска височина. Телефонният му код е 385, 801.